# Linea alba (abdomen)
Linea alba (Latin, hvid linje) er en fibrøs struktur der løber langs midterlinjen af abdomen hos mennesker og andre hvirveldyr. Hos mennesker løber linea alba fra processus xiphoideus til skambensfugen. Navnet betyder "hvid linje" og linea alba er faktisk hvid, da den mestendels består af kollagen bindevæv.